# 아모스서

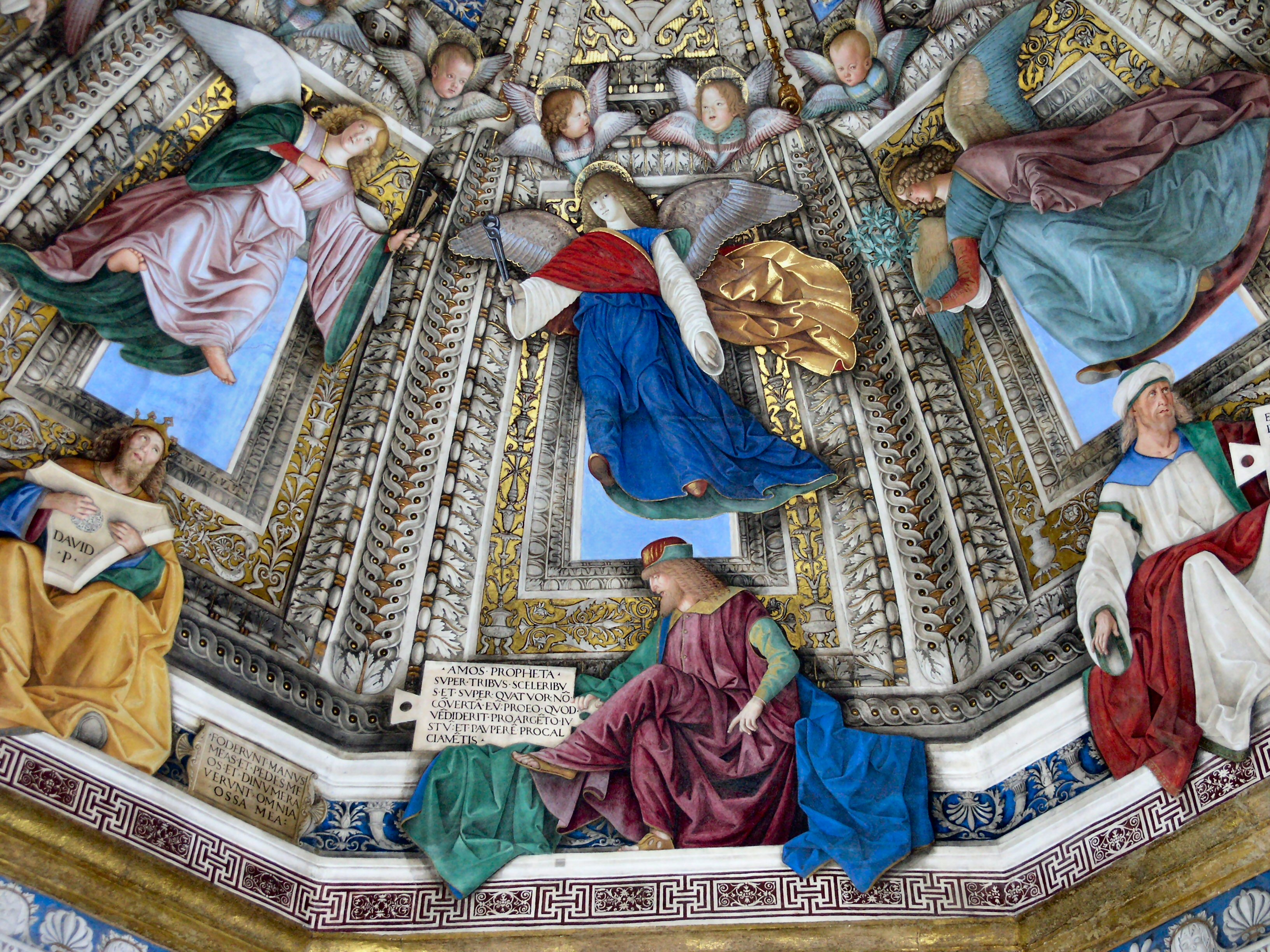

아모스는 구약성경의 일부이다. 타나크에서는 소예언서 중 세 번째 책이고, 70인역에서는 두 번째 책이다. 호세아와 이사야와 동시대인 여로보암 2세 통치 기간인 기원전 750년경에 활동한 아모스가 이 책을 기록했는데, 예언자가 직접 기록을 남긴 최초의 예언서다. 아모스는 유다 왕국에서 살았지만 이스라엘 왕국에서 예언을 전했다.

## 아모스의 발생과 편찬
북이스라엘이 멸망한 이후, 기원전 7세기 남유다에서 편찬된 것으로 추정된다. 당시 남유다의 군주로 추정되는 히즈키야와 요시야는 구리뱀 숭배와 바알신앙을 없애는 등,이스라엘 종교개혁을 주도하고 있었기 때문에 예언자 아모스가 전한 '하나님의 말씀'들을 수집하여 편집한 것이다.

## 제목
저자의 이름을 그대로 사용한 본서의 표제 '아모스'는 '짐을 들어 올리다'라는 뜻의 히브리어 '아마스'에서 유래한 것으로, 그 이름의 뜻은 '짐' 또는 '짐을 지는 사람'이다. 이와 같은 표제의 뜻은 본서 저자가 남유다 사람으로서 패역한 북이스라엘 백성에게 하나님의 심판을 선포하는 사역이 그에게는 실로 무거운 짐이었으나 이를 인내와 담대함으로 훌륭히 수행해낸 사실을 잘 반영한 것이라고 볼 수 있다.

## 저자와 기록 연대
본서의 저자가 아모스라는 사실은 본서 자체의 내증(1:1)에 따라 전통적으로 널리 인정되어 왔다. 특히 본서에서 자주 '내가'(5:1 ; 7:1, 4, 7, 8 ; 8:1, 2 ; 9:1)라는 1인칭이 사용된 것은 본서의 저자가 아모스라는 것을 명백히 해주고 있다.
본서의 기록 연대는 본서 1:1의 내증에 의해 결정된다. 즉 아모스는 남유다의 웃시야왕(B.C. 791-739년)과 북이스라엘의 여로보암 2세(B.C. 793-753년)의 재위 기간 중에 활동한 것으로 기록하고 있다. 그러나 아모스는 이 두 왕의 재위 기간 중에도 두 왕국의 번영이 정치, 경제적으로 절정에 이른 때에 북왕국에서 짧은 기간 동안 활동하였다가 고향으로 귀환한 얼마 후에 본서를 기록한 것으로 추측된다. 따라서 본서의 기록 연대는 저술한 두 왕의 통치 절정기인 B.C. 760-755년경으로 추정할 수 있다.

## 내용
- 가난한 자들의 인권을 짓밟는 엘리트 부유층들에 대한 하나님의 심판 선고
- 하나님께 드리는 제사는 있으나, 예언자적인 설교가 없는 형식적 예배에 대한 비판.

## 해석
아모스는 당시 가난한 자들을 짓밞는 부유층들과 형식적 예배를 강력하게 규탄(아모스 2:6-7)하고 있다. 또한 그는 탐욕에 가득찬 기득권층과 형식적인 종교에 대한 비판외에도, 메시아를 통한 새로운 세상을 “정의가 강물처럼 흐르게 하여라”(아모스 5:24)라는 외침을 통해 기대하고 있다.